# Love Is All There Is
Love Is All There Is är en romantisk komedi från 1996. Filmen är regisserad av Joseph Bologna och Renee Taylor, båda medverkar även i filmen.

## Rollista
- Lainie Kazan som Sadie Capomezzo
- Joseph Bologna som Mike Capomezzo
- Barbara Carrera som Maria Malacici
- Renee Taylor som Mona
- William Hickey som Monsignor
- Dick Van Patten som Dr. Rodino
- Abe Vigoda som Rudy
- Connie Stevens som Miss Deluca
- Paul Sorvino som Piero Malacici
- Angelina Jolie som Gina Malacici
- Nathaniel Marston som Rosario Capomezzo
- Joy Behar som Mary
- Vera Lockwood som Donna
- Sal Richards som Sal
- Annie Meisels som Dottie
- Bobby Alto som Joe Fasuli
- Randy K. Blackman som Flower Girl #1